# Volume boot record
Um volume boot record (VBR), em português registro de inicialização por volume, também conhecido como volume boot sector (setor de inicialização por volume), partition boot record (registro de inicialização por partição) ou partition boot sector (setor de inicialização por partição) é um tipo de setor de inicialização introduzido pelo IBM Personal Computer. Pode ser encontrado em um dispositivo de armazenamento de dados particionado, como um disco rígido, ou em um dispositivo não particionado, como um disquete, e contém código de máquina para programas de inicialização (geralmente, mas não necessariamente, sistemas operacionais) armazenados em outras partes do o dispositivo. Em dispositivos de armazenamento não particionados, é o primeiro setor do dispositivo. Em dispositivos particionados, é o primeiro setor de uma partição individual no dispositivo, com o primeiro setor do dispositivo inteiro sendo um Registro Mestre de Inicialização (MBR), que contém a tabela de partições.
O código nos registros de inicialização do volume é chamado diretamente pelo firmware da máquina ou indiretamente pelo código no registro mestre de inicialização ou em um gerenciador de inicialização. O código no MBR e no VBR é, essencialmente, carregado da mesma maneira.
A chamada de um VBR por meio de um gerenciador de inicialização é conhecida como carregamento em cadeia. Alguns sistemas de inicialização dupla, como o NTLDR (o carregador de inicialização para todas as versões dos sistemas operacionais derivados da Microsoft Windows NT, inclusive Windows XP e Windows Server 2003), fazem cópias do código de inicialização que os sistemas operacionais individuais instalam em um único VBR da partição e armazena-os em arquivos de disco, carregando o conteúdo VBR relevante do arquivo após o carregador de inicialização ter perguntado ao usuário qual sistema operacional inicializar. No Windows Vista, Windows Server 2008 e versões mais recentes, o NTLDR foi substituído; a funcionalidade do carregador de inicialização é fornecida por dois novos componentes: WINLOAD.EXE e o Windows Boot Manager.
Em sistemas de arquivos como FAT12 (exceto no DOS 1.x), FAT16, FAT32, HPFS e NTFS, o VBR também contém um BPB (BIOS Parameter Block) que especifica a localização e o leiaute das principais estruturas de dados em disco para o sistema de arquivos. (Uma discussão detalhada do layout do setor dos VBRs do FAT, as várias versões do BPF do FAT e suas entradas podem ser encontradas no artigo do FAT.)